# Ürümqi
Ürümqi ou Urumqui (uigur: ئۈرۈمچى; chinês simplificado: 乌鲁木齐; chinês tradicional: 烏魯木齊; pinyin: Wūlǔmùqí) é a capital e a maior cidade da região autónoma de Xinjiang. Localiza-se no nordeste da região e tem cerca de 2,1 milhões de habitantes. Tornou-se capital da região em 1884. Ürümqi é a cidade que mais dista da linha costeira, estando próxima do polo de inacessibilidade.
O nome da cidade na língua uigur significa "pasto bom". É uma cidade situada em uma faixa fértil de oásis ao longo da encosta norte do leste da Cordilheira do Tian Shan.
A cidade foi um dos principais pontos de apoio às caravanas na Rota da Seda na época da Dinastia Tang e foi um importante centro comercial e cultural durante a Dinastia Qing. Em 2005, foi inaugurado um museu naquela cidade que dá uma visão ampla da civilização chinesa ao longo da Rota da Seda e das culturas étnicas locais.

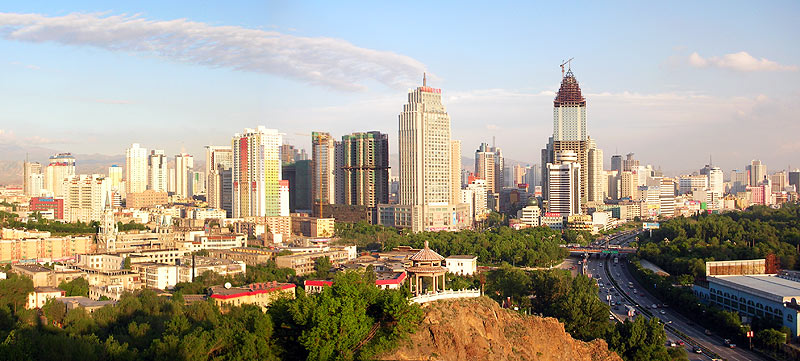
Panorama de Ürümqi

No dia 26 de junho de 1864, na época da Revolta Dungan, os soldados huis da guarnição de Urumqi se rebelaram, após saber que os huis tinham tomado o poder em Kucha no início do mês. Duas lideranças huis tiveram destaque no levante em Urumqi: Tuo Ming (também conhecido como Tuo Delin), um professor oriundo de Gansu, e Suo Huanzhang, um militar com boas relações com os líderes religiosos huis. Grande parte da cidade foi destruída, os armazéns de chá foram queimados, e a fortaleza onde ficavam as tropas manchus foi sitiada, até a sua rendição em 16 de setembro.